# Per Olof Lefvert

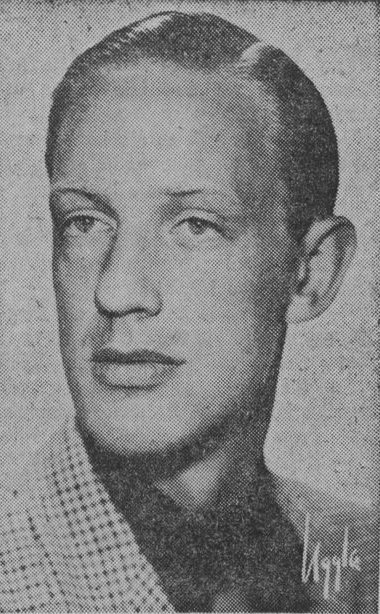
Per Olof Lefvert

Per Olof Lefvert, född 14 september 1915 i Köping, död 29 september 2003 i Uppsala domkyrkoförsamling, var en svensk arkitekt.

## Biografi
Efter studentexamen i Gävle 1934 utexaminerades Lefvert från Kungliga Tekniska högskolan 1942 och från Kungliga Konsthögskolan 1945. Han anställdes vid Flygförvaltningens arkitektkontor 1940, hos byggnadsrådet Sven Markelius i Stockholm 1943, blev assistent till länsarkitekten Conny Nyquist i Karlstad 1944, generalplanearkitekt i Gävle 1945 och stadsplanearkitekt där 1947. Han var även byggnadskonsulent i Tierps köping från 1945 och bedrev egen arkitektverksamhet. Han blev slutligen stadsarkitekt i Uppsala 1955–1980. Lefvert är gravsatt i minneslunden på Uppsala gamla kyrkogård.